# Dedevár
Dedevár mára elpusztult vár az Upponyi-hegységben, a Lázbérci-víztározó északi partján.

## Elhelyezkedése
Uppony községtől 1 kilométerre keletre, a Lázbérci-víztározó fölé magasodó Fekete-kő-tető (Fekete-hegy) legnyugatibb nyúlványán található. A víztározó megépítése előtt a vár alatt folyt a Csernely-patak, melynek völgyében az Uppony–Dédes út haladt el.

## Története
A vár történetéről nagyon keveset tudunk. Építése az Árpád-korra tehető, pusztulásának ideje nem ismert. Okleveles adat nincs róla.

## Feltárása
Dedevárban régészeti feltárás nem történt. A vár szintvonalas felmérését Nováki Gyula és Sándorfi György végezték el. A vár közepén egy közelebbről nem ismert kutatás nyomai láthatóak.

## Leírása
A várban valószínűleg egy megerősített, négyzet alaprajzú őrtorony volt, amit keletről egy árok, nyugatról a meredek hegynyúlvány védelmezett.
A vár háromszög alakú, melynek 3 méter hosszú lekerekített csúcsa nyugatra néz, talpa pedig 8 méter hosszú és keleten fekszik. A kettő közti távolság 11 méter.
Teljes alapterülete 60 m², a torony alapterülete kb. 7 m², ezért a kisebb méretű várak közé tartozott.

## Külső hivatkozások
- Dedevár a Történelmi Magyarország várai c. honlapon
- Dedevár romjai - Uppony.hu
- Dedevár az Építészeti emlékek c. honlapon Archiválva 2021. március 5-i dátummal a Wayback Machine-ben